# لیریلوماب
لیریلوماب (انگلیسی: Lirilumab) نوعی آنتی‌بادی مونوکلونال انسانی است که برای درمان سرطان طراحی شده است.
در سال 2017, کارآزمایی بالینی فاز 2 در رابطه با درمان لوسمی حاد مغز استخوان به دلیل نتایج غیررضایت‌بخش متوقف گردید.
تا نوامبر سال 2017, 9 کارآزمایی بالینی مرتبط با این دارو در جریان بودند.